# Novoselivka, Novhorod-Siverskîi
Novoselivka (în ucraineană Новоселівка) este un sat în comuna Hremeaci din raionul Novhorod-Siverskîi, regiunea Cernihiv, Ucraina.

## Demografie
Componența lingvistică a localității Novoselivka
     Rusă (62,07%)
     Ucraineană (37,93%)
Conform recensământului din 2001, majoritatea populației localității Novoselivka era vorbitoare de rusă (62,07%), existând în minoritate și vorbitori de ucraineană (37,93%).